# NGC 2110
NGC 2110 is een elliptisch sterrenstelsel in het sterrenbeeld Orion. Het hemelobject werd op 5 oktober 1785 ontdekt door de Duits-Britse astronoom William Herschel.
Waarnemers in de Benelux kunnen, aan de hand van NGC 2110, op zoek gaan naar de gordel van geostationaire satellieten. De telescoop met volgmechanisme dient naar NGC 2110 gericht te worden, de geostationaire satellieten bewegen traag doorheen het beeldveld. Ook de ster 55 Orionis, net ten westen van NGC 2110, kan als gidsster fungeren om de zoektocht naar geostationaire satellieten efficiënt te laten verlopen.

## Synoniemen
- MCG -1-15-4
- IRAS05497-0728
- PGC 18030